# Rebecca De Mornay
Rebecca De Mornay, właśc. Rebecca Jane Pearch (ur. 29 sierpnia 1959 w Santa Rosa) – amerykańska aktorka, reżyserka i producentka filmowa i telewizyjna.

## Życiorys

### Wczesne lata
Urodziła się w Santa Rosa w rodzinie rzymskokatolickiej jako córka Julie (z domu Eagar) i George’a Waltera „Wally’ego” Pearcha, gospodarza programów telewizyjnych, komika i komentatora radiowego. Kiedy miała dwa lata, jej rodzice byli w separacji, a później rozwiedli się. Została przy matce, która ponownie wyszła za mąż za Richarda De Mornay i urodziła syna Petera De Mornay (ur. 1964). Kiedy miała pięć lat zmarł jej ojczym i matka wraz z dziećmi wyjechała do Europy, Meksyku i na Jamajkę. Uczęszczała do prywatnej szkoły w Niemczech, angielskiej Summerhill School, a naukę kontynuowała w Austrii.

### Kariera
Zaśpiewała niemiecką rockową piosenkę dla zrealizowanego w Hongkongu filmu Do widzenia, Bruce Lee (Goodbye Bruce Lee, 1975). Po ukończeniu szkoły średniej w Austrii, w 1980 powróciła do Stanów Zjednoczonych. Studiowała sztukę aktorską w Instytucie Lee Strasberga w Los Angeles i wytwórni filmowej Zoetrope Francisa Forda Coppoli.
Zadebiutowała na kinowym ekranie w melodramacie Francisa Forda Coppoli Ten od serca (One from the Heart, 1982). Zwróciła na siebie uwagę rolą luksusowej prostytutki w dramacie kryminalnym Ryzykowny interes (Risky Business, 1983) u boku Toma Cruise’a. W dramacie sensacyjno-przygodowym Uciekający pociąg (Runaway Train, 1985) z Jonem Voightem i Erikiem Robertsem zagrała młodą pracownicę kolei w pędzącym z zawrotną szybkością pozbawionym maszynisty pociągu. Wystąpiła w teledysku do przeboju grupy Jefferson Starship „Sara” (1985). Porażką był remake Rogera Vadima I Bóg stworzył kobietę (And God Created Woman, 1988), który przyniósł jej nominację do Złotej Maliny dla najgorszej aktorki.
W 1988 wystąpiła jako Billie Dawn na scenie Pasadena Playhouse w przedstawieniu Urodzeni Wczoraj (Born Yesterday).
W 1990 zdobyła uznanie rolą morderczyni Charlotty Corday w broadwayowskim przedstawieniu Marat/Sade w Williamstown Festival.
Odniosła ogromny sukces kreacją przebiegłej psychopatycznej piastunki w dreszczowcu Ręka nad kołyską (The Hand That Rocks the Cradle, 1992), za którą została uhonorowana nagrodą MTV i na festiwalu filmów policyjnych w Cognac oraz otrzymała nominację do nagrody Saturna.

## Życie prywatne
Spotykała się z aktorami – Harrym Deanem Stantonem (1982–1983) i Tomem Cruise (1983–1985) oraz poetą i pieśniarzem Leonardem Cohenem (1992–1993). Została producentką jego płyty The Future (1992). Była żoną powieściopisarza i scenarzysty Bruce’a Wagnera (1986–1990). W latach 1995–2002 była związana z Patrickiem O’Nealem, synem Ryana O’Neala, z którym ma dwie córki – Sophię (ur. 16 listopada 1997) i Veronicę (ur. 31 marca 2001).

## Filmografia

### Filmy fabularne
| Rok  | Tytuł                                                         | Rola                                | Reżyser                         |
| ---- | ------------------------------------------------------------- | ----------------------------------- | ------------------------------- |
| 1982 | Ten od serca (One from the Heart)                             | zastępczyni                         | Francis Ford Coppola            |
| 1983 | Testament                                                     | Cathy Pitkin                        | Lynne Littman                   |
| 1983 | Ryzykowny interes (Risky Business)                            | Lana                                | Paul Brickman                   |
| 1985 | Uciekający pociąg (Runaway Train)                             | Sara                                | Andriej Konczałowski            |
| 1985 | Podróż do Bountiful (The Trip to Bountiful)                   | Thelma                              | Peter Masterson                 |
| 1985 | Nie wszystko dla miłości (The Slugger's Wife)                 | Debby Palmer                        | Hal Ashby                       |
| 1986 | Zabójstwa przy Rue Morgue (The Murders in the Rue Morgue, TV) | Claire Dupin                        | Jeannot Szwarc                  |
| 1987 | Piękna i Bestia (Beauty and the Beast)                        | Piękna                              | Eugene Marner                   |
| 1988 | Policjantki z FBI (Feds)                                      | Elizabeth „Ellie” DeWitt            | Daniel Goldberg                 |
| 1988 | I Bóg stworzył kobietę (And God Created Woman)                | Robin Shea Moran                    | Roger Vadim                     |
| 1989 | Maklerzy (Dealers)                                            | Anna Schuman                        | Colin Bucksey                   |
| 1990 | Śmierć przychodzi o świcie (By Dawn's Early Light, TV)        | kapitan Moreau, USAF                | Jack Sholder                    |
| 1991 | Ognisty podmuch (Backdraft)                                   | Helen McCaffrey                     | Ron Howard                      |
| 1992 | Ręka nad kołyską (The Hand That Rocks the Cradle)             | Pani Mott / Peyton Flanders         | Curtis Hanson                   |
| 1993 | Trzej muszkieterowie (The Three Musketeers)                   | Milady de Winter                    | Stephen Herek                   |
| 1993 | Adwokat diabła (Guilty as Sin)                                | Jennifer Haines                     | Sidney Lumet                    |
| 1993 | Nieoczekiwany atak (Blind Side, TV)                           | Linda Kaines                        | Geoff Murphy                    |
| 1994 | Odzyskać dziecko (Getting Out, TV)                            | Arlene Holsclaw                     | John Korty                      |
| 1995 | Nigdy nie rozmawiaj z nieznajomym (Never Talk to Strangers)   | dr Sarah Taylor                     | Peter Hall                      |
| 1996 | Zwycięzca (The Winner)                                        | Louise                              | Alex Cox                        |
| 1997 | Lśnienie (The Shining, TV)                                    | Wendy Torrance                      | Mick Garris                     |
| 1998 | Złodziejski trick (Thick as Thieves)                          | detektyw Louise Petrone             | Scott Sanders                   |
| 1998 | Harpia (The Con, TV)                                          | Barbara Beaton / Nancy Thoroughgood | Steven Schachter                |
| 1999 | Pułapka na męża (A Table for One)                             | Ruth Draper                         | Ron Senkowski                   |
| 2000 | Przynęta (The Right Temptation)                               | Derian McCall                       | Lyndon Chubbuck                 |
| 2000 | Potęga miłości (Range of Motion, TV)                          | Lainey Berman                       | Donald Wrye                     |
| 2001 | Jak to dziewczyny (A Girl Thing, TV)                          | Kim McCormack                       | Lee Rose                        |
| 2002 | Salem Witch Trials (TV)                                       | Elizabeth Parris                    | Joseph Sargent                  |
| 2003 | Tożsamość (Identity)                                          | Caroline Suzanne                    | James Mangold                   |
| 2004 | Szansa na sukces (Raise Your Voice)                           | Ciotka Nina                         | Sean McNamara                   |
| 2005 | Królowie Dogtown (Lords of Dogtown)                           | Philaine                            | Catherine Hardwicke             |
| 2005 | Polowanie na druhny (Wedding Crashers)                        | Pani Kroeger                        | David Dobkin                    |
| 2007 | American Venus                                                | Celia Lane                          | Bruce Sweeney                   |
| 2007 | Music Within                                                  | Pani Pimental                       | Steven Sawalich                 |
| 2010 | Dziewczyna i chłopak – wszystko na opak (Flipped)             | Patsy Loski                         | Rob Reiner                      |
| 2010 | Powrót zła (Mother’s Day)                                     | Natalie „Matka” Koffin              | Darren Lynn Bousman             |
| 2011 | A Fonder Heart                                                | dr Bach                             | Jim Fitzpatrick                 |
| 2012 | American Pie: Zjazd absolwentów (American Reunion)            | Rachel Finch                        | Jon Hurwitz, Hayden Schlossberg |
| 2015 | Collar                                                        | major Ramona 'Nomi' Billingsley     | David Wilson                    |
| 2016 | I Am Wrath                                                    | Vivian Hill                         | Chuck Russell                   |